# خربة اسم الله
خربة اسم الله قرية العربية الفلسطينية في منطقة القدس. وقد أخليت من سكانها أثناء حرب 1948 بين العرب وإسرائيل في 17 يوليو 1948 من قبل لواء هأريل من عملية داني. كانت تقع 26 كم غرب القدس. تم تدمير خربة الاسم الله الغالب باستثناء عدة منازل مهجورة.
في عام 1945 كان عدد سكانها 20 شخصا.